# Аравана
Аравана, или светлая аравана (лат. Osteoglossum bicirrhosum) — тропическая пресноводная рыба из семейства аравановых отряда араванообразных. Популярная аквариумная рыба, часто содержится в зоопарках, публичных и любительских аквариумах в разных странах мира.

## Описание
Длина тела до 90 см, редко до 120 см. Масса до 6 кг, в среднем 4,6 кг. Лентовидное тело очень сильно уплощено с боков, покрыто очень крупной светлой чешуёй с сильным серебристым блеском с золотистым оттенком, молодые араваны с жёлто-оранжевыми полосами и голубым блеском. Спинной и анальный плавники очень длинные и узкие, почти сливаются с хвостовым плавником. Вместе с очень широким и сжатым с боков хвостовым стеблем они образуют эффективное «весло», придающее араване мощное ускорение в момент нападения на добычу и позволяющее выпрыгивать из воды за ней на значительную высоту. Однажды в одном из аквариумов напуганная аравана выскочила из воды почти на три метра. В спинном плавнике 42—50 лучей, в анальном 49—58, в боковой линии 30—37 чешуй, позвонков 84—92. Рот очень широкий верхний, на конце нижней челюсти два крупных подвижных мясистых усика. Большую часть времени аравана медленно плавает у поверхности воды, усики при этом направлены вперед и рыба как будто ощупывает ими воду.

## Ареал
Обитает в Южной Америке в бассейнах рек Амазонка, Рупунуни, Ояпок, Ориноко и Эссекибо. Интродуцирована в Северной Америке, несколько раз араван вылавливали в водоёмах в разных штатах США. Населяет заводи и прибрежные зоны рек и озёр с температурой воды +24…+30 °C. Во время ежегодных разливов Амазонки аравана заплывает в затопленные пойменные леса. Пелагическая рыба. Способна жить в водах с низким содержанием кислорода.

## Образ жизни
Охотится в основном у поверхности воды. Всеядна, но питается преимущественно рыбой, хотя охотно ловит и крупных насекомых (в основном жуков), пауков, крабов, улиток, лягушек и других мелких животных сельвы, в том числе наземных и древесных, сидящих на ветвях и листьях нависших над водой, за которыми аравана выпрыгивает из воды. В желудках араван находили даже змей, птиц и испражнения обезьян, а также фрагменты растительности, что свидетельствует о неразборчивости этой рыбы.

## Размножение
Нерест в декабре-январе во время начала наводнения. Самка вымётывает небольшое количество икры, которую самец инкубирует во рту. Выклюнувшихся предличинок он также вынашивает во рту пока у них не рассосётся желточный мешок и они не перейдут на внешнее питание. Всего такая забота о потомстве длится 2 месяца.

## Фото

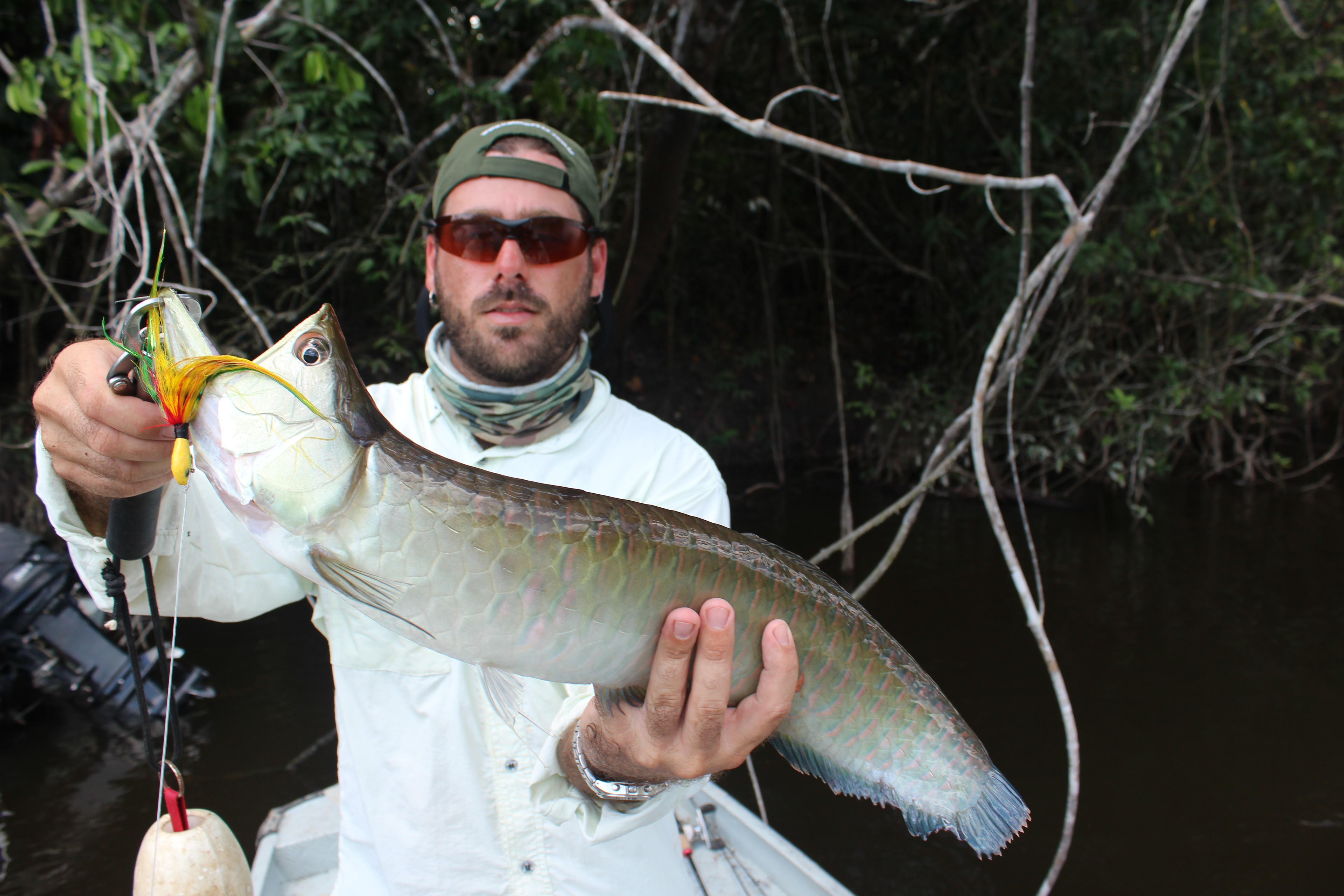
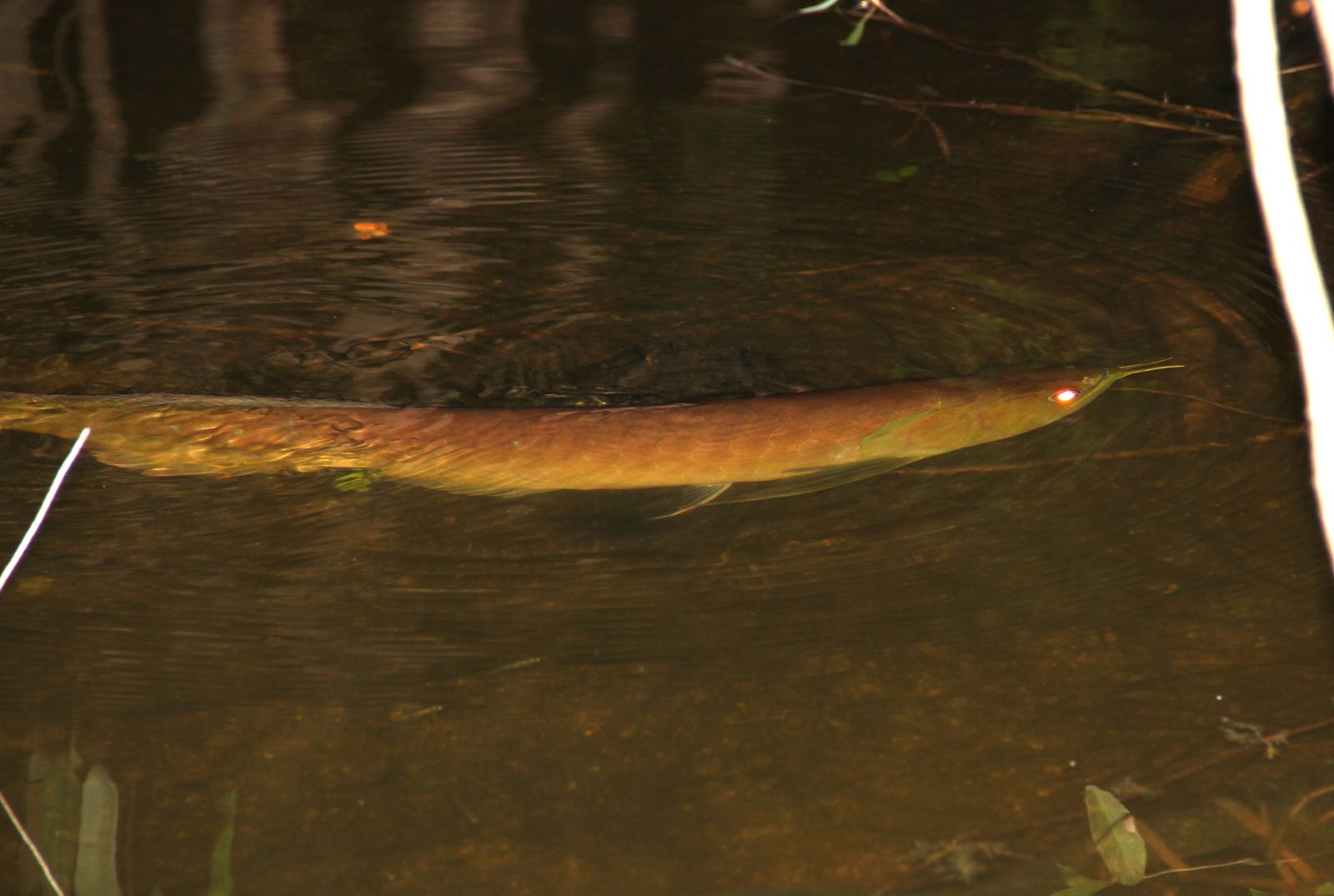
В темноте у араваны светятся глаза